# Gillian Taylforth
Gillian Taylforth est une actrice anglaise née le 14 août 1955 à Londres (Royaume-Uni).

## Biographie
En 2013 elle intègre le jeu de téléréalité Celebrity Big Brother 11. Elle est notamment en compétition avec Frankie Dettori, Heidi Montag, Spencer Pratt ou encore Neil Ruddock.

## Filmographie
- 1977 : The Rag Trade (série télévisée) : Lyn (1977-1978)
- 1980 : Watch This Space (série télévisée) : Brenda
- 1980 : Du sang sur la Tamise : Sherry
- 1981 : Sink or Swim (série télévisée) : Christine
- 1985 : EastEnders (soap opéra) Kathy Mitchell (1985-1998, 1999-2000)
- 1993 : Doctor Who: Dimensions in Time (téléfilm) : Kathy Beale
- 1998 : Lost in France (téléfilm) : Carol
- 1998 : Big Cat (téléfilm) : Polly
- 2001 : Resurrection (Messiah) (téléfilm) : Helen Warren
- 2002 : Casualty (série télévisée) : Justine Walker
- 2002 : The House that Jack Built (série télévisée) : Maxine Squire
- 2002 : Messiah 2: Vengeance Is Mine (téléfilm) : Helen
- 2002 : Femmes de footballeurs (série télévisée) : Jackie Pascoe-Webb (2002-2006)
- 2006 : Jane Hall (série télévisée) : Mandy Searle
- 2006 : The Bill (série télévisée) : Nikki Wright (2006-2008)
- 2008 : Flics toujours (série télévisée) : Emma Winters
- 2009 : Casualty (série télévisée) : Gloria
- 2009 : Missing (série télévisée) : Judy Waverly (2009, 2010)
- 2013 : Celebrity Big Brother (téléréalité) : elle-même (saison 11,2013)